# Schloss Saubersdorf

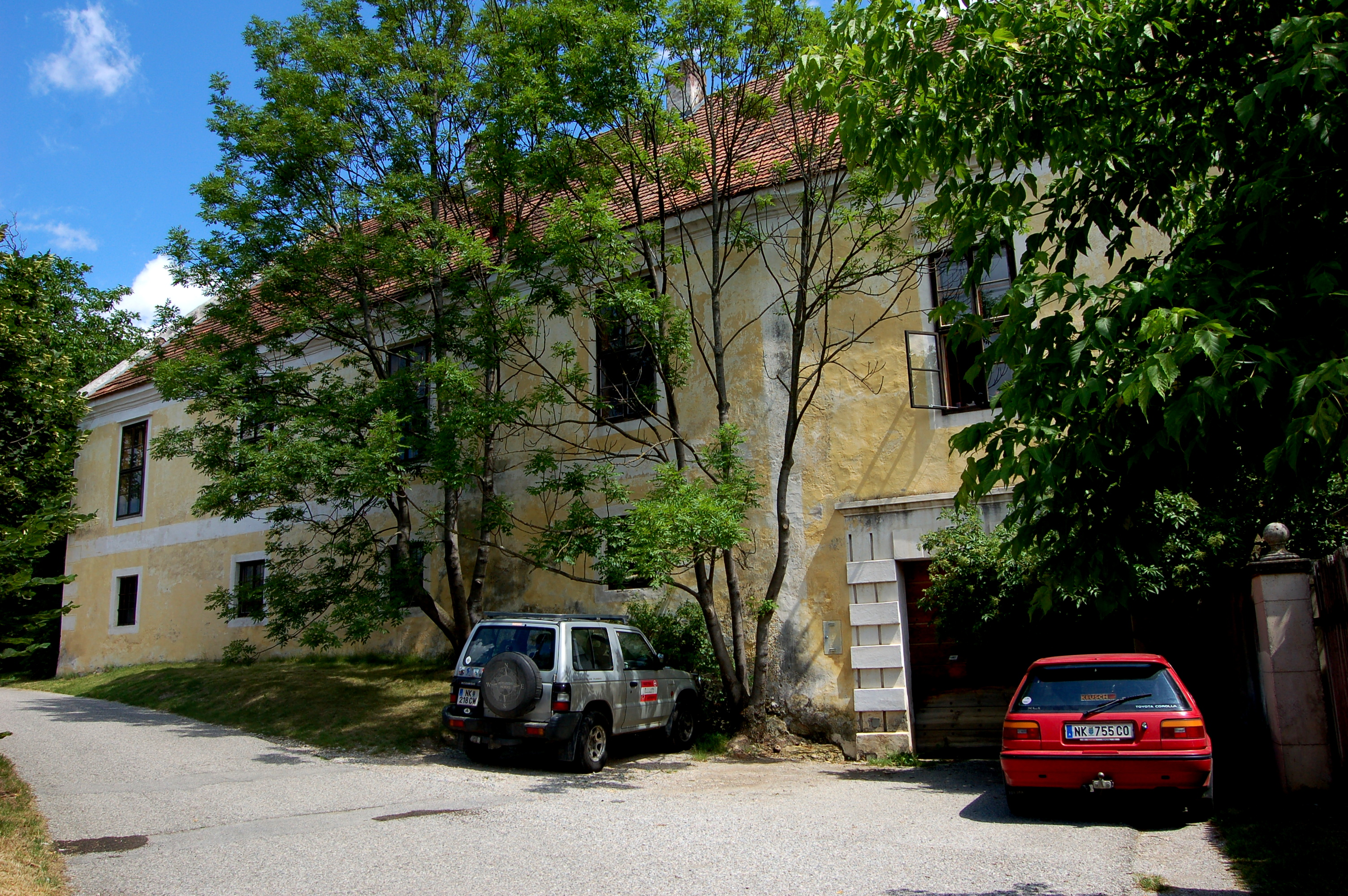
Schloss Saubersdorf

Die Schlossanlage Saubersdorf liegt in der Gemeinde St. Egyden am Steinfeld im Bezirk Neunkirchen, Niederösterreich, am nordöstlichen Rand der Ortschaft Saubersdorf. Die Schlossanlage steht unter Denkmalschutz (Listeneintrag).

## Schlosskapelle Saubersdorf

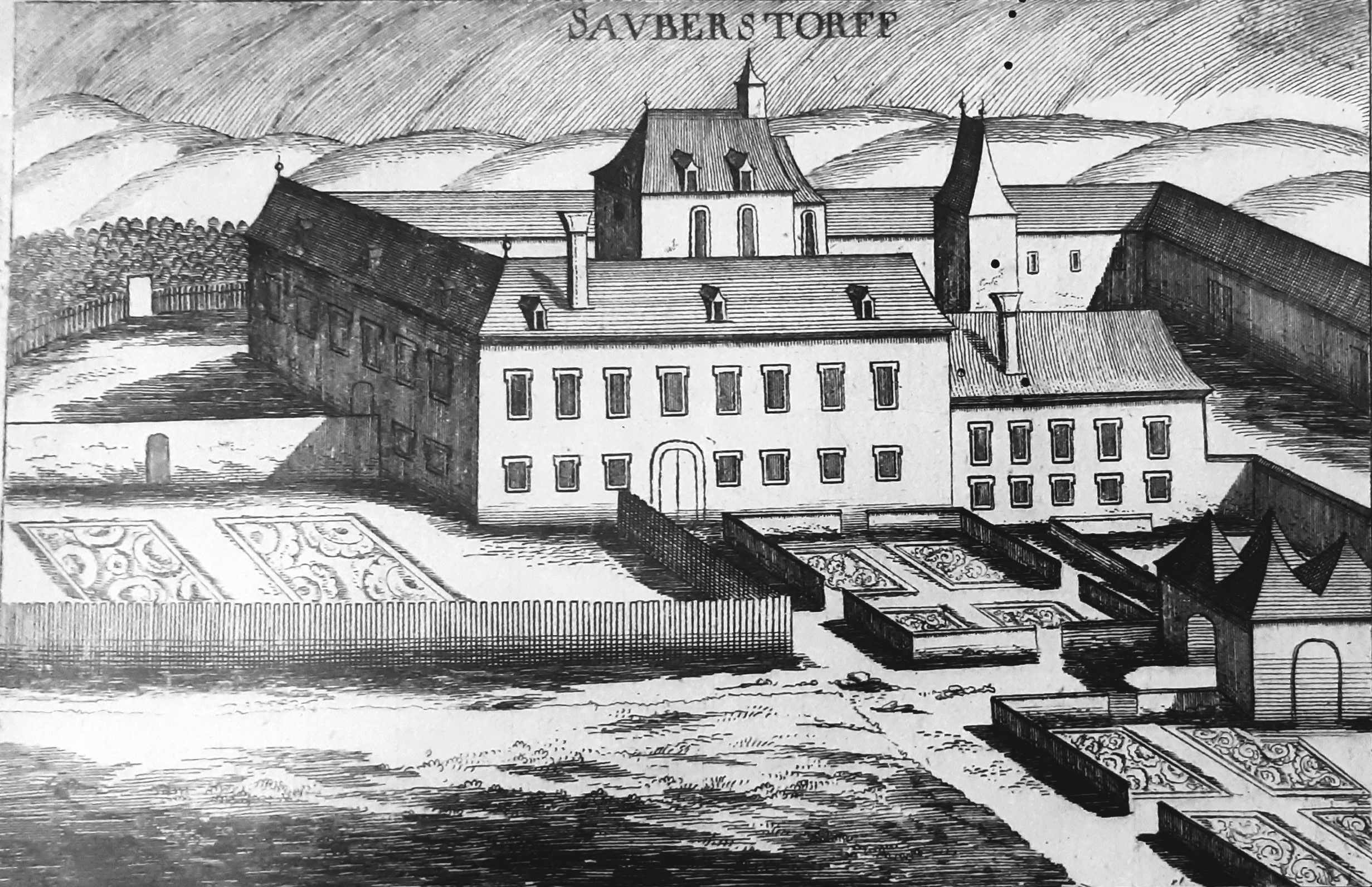
Vischer Schloss Saubersdorf 1672

Die „Schlosskapelle“ war bei der Erbauung um 1145 eine stattliche romanische Kirche mit einem eingezogenen Chorquadrat, die dem Hl. Vitus (Veit) geweiht wurde. Sie wurde nur mit einer ringförmigen Wehrmauer umgeben, von der noch Reste vorhanden sind. Auch der am Vischerstich 1672 zu sehende isoliert stehende Turm dürfte ein Abschnittsturm in der Ringmauer gewesen sein. Damit ist die Einstufung als ehemalige Kirchenburg bzw. befestigte Kirchhofmauer (fortified churchyard) berechtigt. Auch die Gaden rund um die Nachbarkirche Fischau weisen auf eine solche Entstehung hin.
Nun kann auch die seit Jahrhunderten überlieferte Legende der Saubersdorfer über eine gemauerte Befestigung des Dorfes mit verschließbaren Toren gegen Winzendorf zu geklärt werden: es handelt sich um die 500 Jahre lang bestandene Kirchhofbefestigungsmauer.
Das Innere der Kapelle präsentiert sich bis heute in unverfälschter früher Romanik mit einem gewaltigen Triumphbogen und einem zierlich verzierten Kämpfergesims. Der Musikchor (Obergeschoß mit Hocheinstieg?) muss beachtliche Ausmaße eingenommen haben.
An der Erbauung war sicher Heinrich von Dunkelstein beteiligt, der Besitz in Saubersdorf hatte und gerade seine Vorbereitungen traf, 1147 in den Zweiter Kreuzzug zu ziehen.
Zu seinem Seelenheil, möglicherweise auch zu finanzieller Unterstützung, vermachte er den im Nachbarort Weikersdorf stark aufstrebenden Zisterziensern aus dem Stift Rein im Falle seines Todes Höfe und Grundstücke in Saubersdorf und Weikersdorf. Mit eingeschlossen in dieses Vermächtnis war seine Nichte Gertrud.
Heinrich von Dunkelstein kehrte nicht aus dem Heiligen Land zurück.
Wenn ein Heiliglandfahrer – egal ob privater Pilger oder Kreuzzugsteilnehmer – verstarb, hatte er Anspruch auf eine Hügelkreuzgrabplatte. Da ein Grab nicht möglich war, wurde an der von ihm erbauten Kirche/Schlosskapelle eine verkleinerte Nachbildung eines Hügelkreuzes zu seinem Andenken angebracht. An der benachbarten Pfarrkirche St. Egyden am Steinfeld finden sich etwa 20 Hügelkreuzgrabplatten von an Lepra verstorbenen Heilig-Land-Heimkehrern.
Auf dem Areal finden sich auch Gräber. Vielleicht war Saubersdorf kurze Zeit Pfarre, bevor St. Egyden ab etwa 1230 gemeinsame Pfarre für Gerasdorf, Urschendorf, St. Egyden und Saubersdorf wurde.

## Schloss Saubersdorf
In der gesamten Geschichte des Ortes findet sich kein Besitzer, der sich nach Saubersdorf nannte. 1324 kaufte Pilgrim von Puchheim den Besitz von Heinrich von Hauspach. Er blieb bei den Puchheimern, bis 1657 Graf Niklas Palffy (Hauptbesitz Krumbach - Kirchschlag) Besitzer wurde. Dieser erbaute vermutlich das die vormalige Befestigungsmauer überdeckende Schloss im Barockstil, obwohl sicher schon vorher Anbauten an die Mauer erfolgten.
An der erst jetzt zur Schlosskapelle gewordenen Kirche wurde nach 1672 ein Turm auf dem Chorquadrat errichtet, im 18. Jahrhundert ein weiteres Stockwerk und die achteckige Spitze aufgesetzt.
Nach 1848 wechseln rasch die Besitzer und Nutzungen: eine Samtbandfabrik, ein Waisenhaus u. a. m. 1965 kaufte es der Saubersdorfer Bürgermeister Josef Schuster, der die Kapelle danach der Kirche St. Egyden schenkte. Unter dem derzeitigen Besitzer (Stand 2024), dem Bildhauer Otto Lorenz, finden immer wieder Aktivitäten im Schloss und in der Kapelle statt.

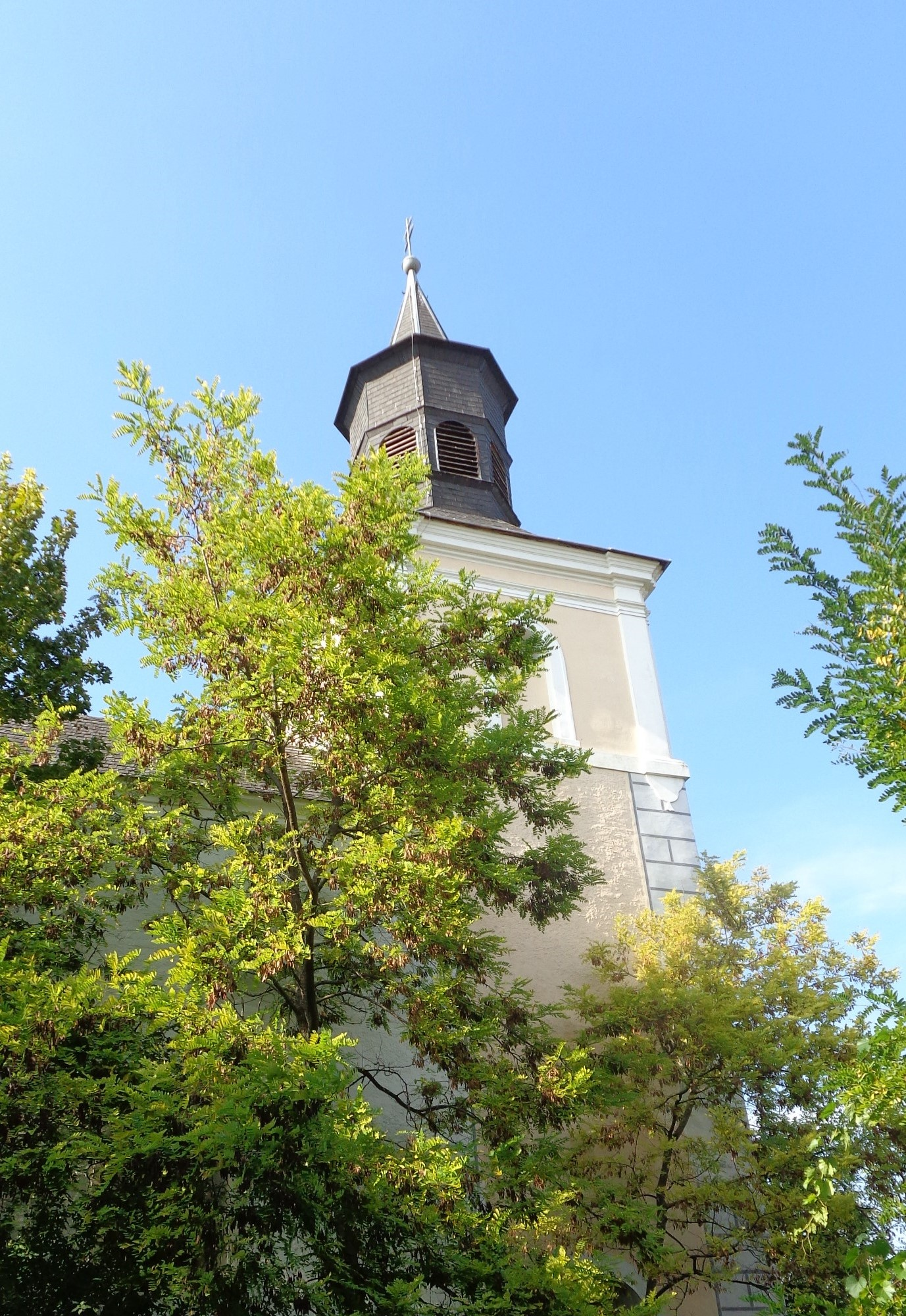
Kapellenturm
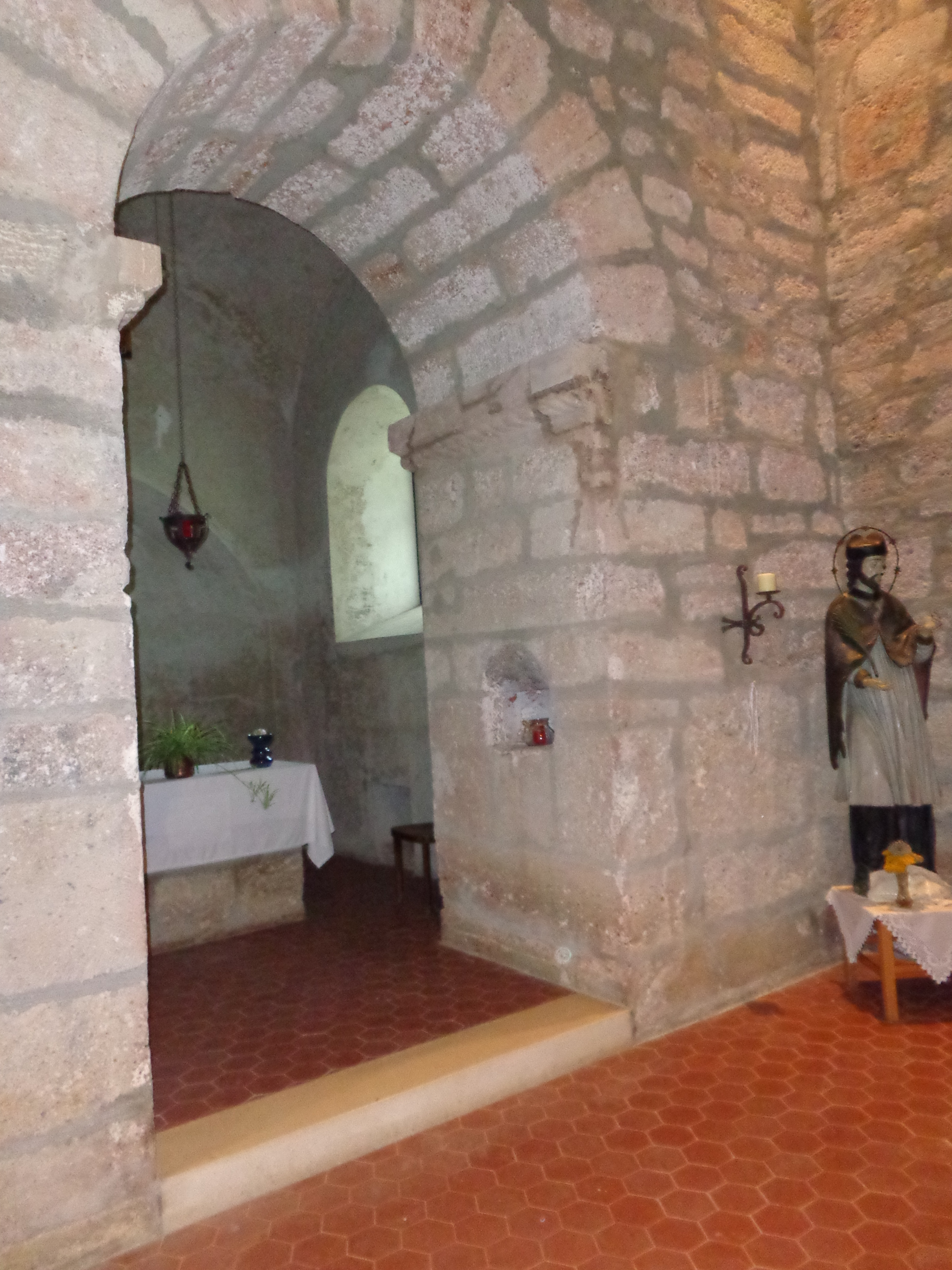
Saubersdorf Schlosskapelle innen
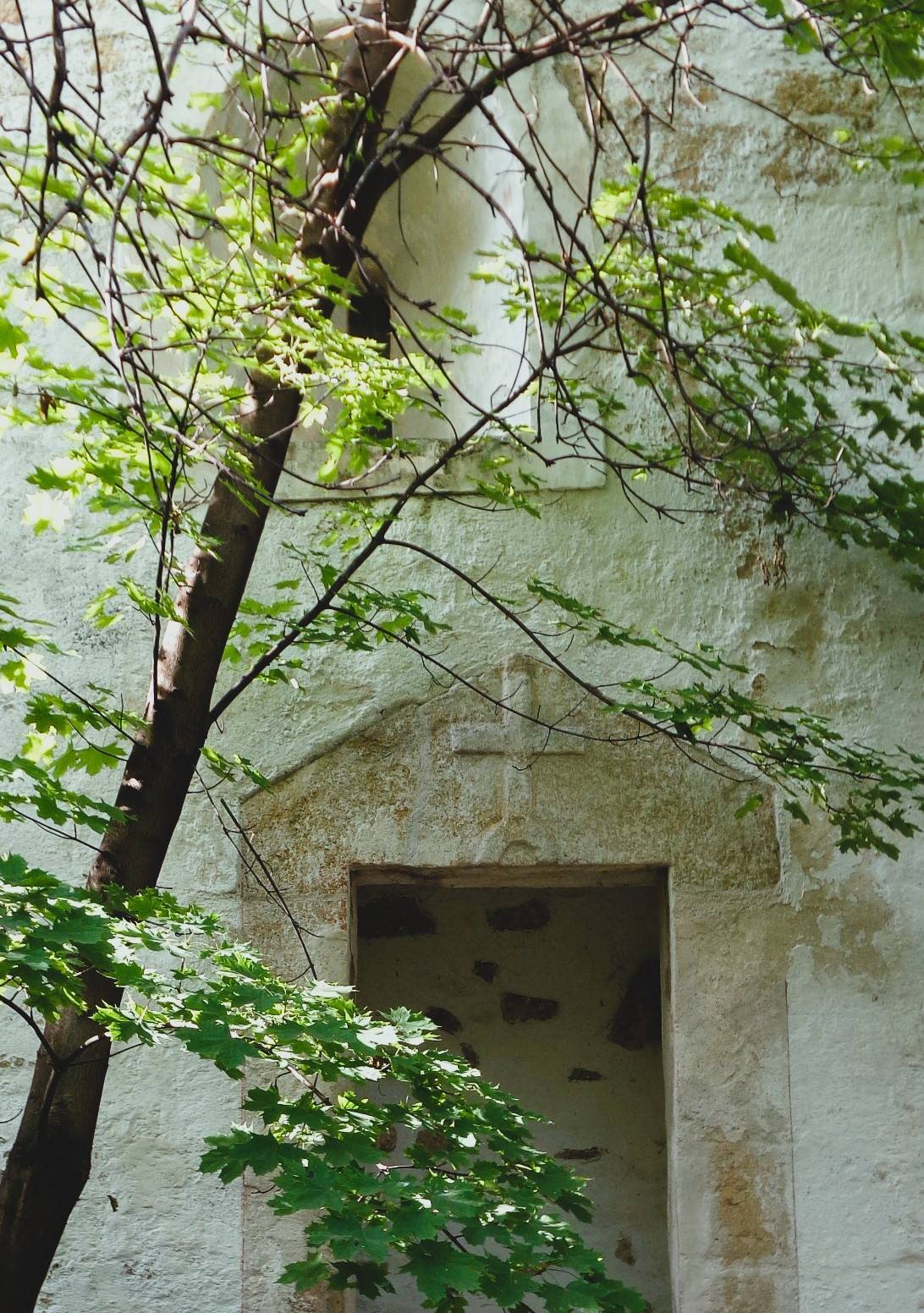
Miniatur-Hügelkreuz zum Gedenken an den im Heiligen Land 1147 verstorbenen Heinrich von Dunkelstein